# Ver-Mú
Ver-Mú fue un programa de televisión español que se emitió en Movistar CineDoc&Roll y en #0 de Movistar+. Fue estrenado el 18 de marzo de 2021 y es presentado por María Guerra, Pepa Blanes, Laia Portaceli y Cristina Teva.
El equipo de Ver-Mú, retransmitió en #0 y más tarde en Movistar Estrenos en la noche del 25 de abril al 26 de abril de 2021, la 93.ª edición de los Premios Óscar. En la madrugada del día 20 de septiembre retransmitieron la 73.ª edición de los Premios Emmy.
En diciembre de 2021, Pepa Blanes y María Guerra confirmaron vía redes sociales la no renovación del programa por parte de Movistar+. El último programa se emitió el 17 de diciembre de 2021.

## Sinopsis
Ver-Mú es un nuevo espacio donde se analizará de manera fresca y rigurosa todas las novedades en la industria de las series y del séptimo arte.

#### Ver-Mú Semanal
Un programa semanal, presentado por María Guerra, Pepa Blanes, Laia Portaceli y Cristina Teva que se emitirá todos los jueves a las 22:00 horas en Movistar CineDoc&Roll y se repetirá a las 21.00 horass en el canal #0, todos los viernes. En el programa número 10, emitido el 27 de mayo de 2021, la actriz Petra Martínez se estrenó como colaboradora en la nueva sección del programa, Petra y el cine. Desde la segunda temporada, Gui de Mulder se convierte en colaborador con entrevistas desde Holllywood.

#### Ver-Mú Diario
Un programa diario donde se diseccionará todas las novedades del mundo audiovisual nacional e internacional. Cristina Teva nos acercará las novedades de Hollywood; Laia Portaceli hablará sobre las mejores series; Miguel Parra nos mantendrá al día sobre la industria española; Raquel Santos contará todas las novedades del cine periférico e Inma de Blas compartirá su pasión por el cine clásico. Se podrá ver de lunes a viernes a las 21:50 horas en simultáneo en todos los canales de cine y series y en concreto en Movistar Estrenos.

## Producción
El 16 de marzo de 2021, Movistar+ convocó una rueda de prensa junto con las cuatro protagonistas para la presentación de su nuevo espacio de cine y series, titulado: Ver-Mú. Contó con las actrices Candela Peña y Marta Nieto como madrinas del programa. El primer programa se estrenó el 18 de marzo de 2021.

## Temporadas
|       | Temporada | Programas | Estreno                  | Final                   |
| ----- | --------- | --------- | ------------------------ | ----------------------- |
|       | 1         | 17        | 18 de marzo de 2021      | 15 de julio de 2021     |
|       | 2         | 14        | 17 de septiembre de 2021 | 17 de diciembre de 2021 |
| Total | Total     | 31        |                          |                         |

### Primera temporada de Ver-Mú (2021)
| N.º en serie | N.º en temp. | Título        | Dirigido por                    | Escrito por                                                                              | Fecha de lanzamiento original |
| --- | ------------ | ------------- | ------------------------------- | ---------------------------------------------------------------------------------------- | ----------------------------- |
| 1 | 1            | «Episodio 1»  | María Guerra e Isabel Izquierdo | Raquel Santos, Miguel Parra, Inma de Blas, Cristina Teva, Laia Portaceli y Santiago Isla | 18 de marzo de 2021           |
| Como madrina del programa, Candela Peña, nos habla de la temporada 2 de Hierro, de La boda de Rosa y de su intenso año. Con María Guerra, Cristina Teva y Pepa Blanes repasamos las películas más nominadas a los Oscar. Analizamos en tono fresco y divertido los estrenos de la semana como The Mauritanian o El agente topo que llegan a las salas de cines.                                          |              |               |                                 |                                                                                          |                               |
| 2 | 2            | «Episodio 2»  | María Guerra e Isabel Izquierdo | Raquel Santos, Miguel Parra, Inma de Blas, Cristina Teva, Laia Portaceli y Santiago Isla | 25 de marzo de 2021           |
| Con Bebe y Enrique Urbizu hablamos de su nueva apuesta tanto en las salas como en Movistar de Libertad. Coincidiendo con el décimo aniversario del estreno de Crematorio, María Guerra y Sergio del Molino, hacen un repaso de la exitosa serie original de Movistar. Juana Acosta, visita el programa para recordar el rodaje y anécdotas de la misma y su trayectoria como actriz.                     |              |               |                                 |                                                                                          |                               |
| 3 | 3            | «Episodio 3»  | María Guerra e Isabel Izquierdo | Raquel Santos, Miguel Parra, Inma de Blas, Cristina Teva, Laia Portaceli y Santiago Isla | 8 de abril de 2021            |
| Con Carlos Cuevas y María Pujalte hablamos de la nueva temporada de Merlí: Sapere aude. Con Cristina Teva, Pepa Blanes y María Guerra charlamos de los estrenos de la semana en cines; películas como I Care a Lot u Otra ronda. Laia Portaceli y Pepa Blanes, nos recomiendan los estrenos de series de la semana en Movistar+.                                                                         |              |               |                                 |                                                                                          |                               |
| 4 | 4            | «Episodio 4»  | María Guerra e Isabel Izquierdo | Raquel Santos, Miguel Parra, Inma de Blas, Cristina Teva, Laia Portaceli y Santiago Isla | 15 de abril de 2021           |
| Con Elena Rivera hablamos de su nueva serie Alba. Cristina Teva y Alberto Rey comentan las últimas noticias acerca de la esperada gala de los Premios Óscar de este año. Promising Young Woman es el estreno de la semana en cines comentado por María Guerra y Cristina Teva. Laia Portaceli y Pepa Blanes, nos recomiendan los estrenos de series de la semana en las distintas plataformas digitales. |              |               |                                 |                                                                                          |                               |
| 5 | 5            | «Episodio 5»  | María Guerra e Isabel Izquierdo | Raquel Santos, Miguel Parra, Inma de Blas, Cristina Teva, Laia Portaceli y Santiago Isla | 22 de abril de 2021           |
| 6 | 6            | «Episodio 6»  | María Guerra e Isabel Izquierdo | Raquel Santos, Miguel Parra, Inma de Blas, Cristina Teva, Laia Portaceli y Santiago Isla | 29 de abril de 2021           |
| 7 | 7            | «Episodio 7»  | María Guerra e Isabel Izquierdo | Raquel Santos, Miguel Parra, Inma de Blas, Cristina Teva, Laia Portaceli y Santiago Isla | 6 de mayo de 2021             |
| 8 | 8            | «Episodio 8»  | María Guerra e Isabel Izquierdo | Raquel Santos, Miguel Parra, Inma de Blas, Cristina Teva, Laia Portaceli y Santiago Isla | 13 de mayo de 2021            |
| 9 | 9            | «Episodio 9»  | María Guerra e Isabel Izquierdo | Raquel Santos, Miguel Parra, Inma de Blas, Cristina Teva, Laia Portaceli y Santiago Isla | 20 de mayo de 2021            |
| 10 | 10           | «Episodio 10» | María Guerra e Isabel Izquierdo | Raquel Santos, Miguel Parra, Inma de Blas, Cristina Teva, Laia Portaceli y Santiago Isla | 27 de mayo de 2021            |
| 11 | 11           | «Episodio 11» | María Guerra e Isabel Izquierdo | Raquel Santos, Miguel Parra, Inma de Blas, Cristina Teva, Laia Portaceli y Santiago Isla | 3 de junio de 2021            |
| 12 | 12           | «Episodio 12» | María Guerra e Isabel Izquierdo | Raquel Santos, Miguel Parra, Inma de Blas, Cristina Teva, Laia Portaceli y Santiago Isla | 10 de junio de 2021           |
| 13 | 13           | «Episodio 13» | María Guerra e Isabel Izquierdo | Raquel Santos, Miguel Parra, Inma de Blas, Cristina Teva, Laia Portaceli y Santiago Isla | 17 de junio de 2021           |
| 14 | 14           | «Episodio 14» | María Guerra e Isabel Izquierdo | Raquel Santos, Miguel Parra, Inma de Blas, Cristina Teva, Laia Portaceli y Santiago Isla | 24 de junio de 2021           |
| 15 | 15           | «Episodio 15» | María Guerra e Isabel Izquierdo | Raquel Santos, Miguel Parra, Inma de Blas, Cristina Teva, Laia Portaceli y Santiago Isla | 1 de julio de 2021            |
| 16 | 16           | «Episodio 16» | María Guerra e Isabel Izquierdo | Raquel Santos, Miguel Parra, Inma de Blas, Cristina Teva, Laia Portaceli y Santiago Isla | 8 de julio de 2021            |
| 17 | 17           | «Episodio 17» | María Guerra e Isabel Izquierdo | Raquel Santos, Miguel Parra, Inma de Blas, Cristina Teva, Laia Portaceli y Santiago Isla | 15 de julio de 2021           |

### Segunda temporada de Ver-Mú (2021)
| N.º en serie | N.º en temp. | Título        | Dirigido por                    | Escrito por                                                                              | Fecha de lanzamiento original |
| --- | ------------ | ------------- | ------------------------------- | ---------------------------------------------------------------------------------------- | ----------------------------- |
| 18 | 1            | «Episodio 1»  | María Guerra e Isabel Izquierdo | Raquel Santos, Miguel Parra, Inma de Blas, Cristina Teva, Laia Portaceli y Santiago Isla | 17 de septiembre de 2021      |
| Programa especial, grabado desde el festival de San Sebastián, dedicado a la edición del festival del 2021. |              |               |                                 |                                                                                          |                               |
| 19 | 2            | «Episodio 2»  | María Guerra e Isabel Izquierdo | Raquel Santos, Miguel Parra, Inma de Blas, Cristina Teva, Laia Portaceli y Santiago Isla | 24 de septiembre de 2021      |
| Segundo programa especial, grabado desde el festival de San Sebastián, dedicado a la edición del festival del 2021, con entrevistas como a Vetusta Morla o a Johnny Deep y resúmenes de los estrenos y anécdotas de la edición. |              |               |                                 |                                                                                          |                               |
| 20 | 3            | «Episodio 3»  | María Guerra e Isabel Izquierdo | Raquel Santos, Miguel Parra, Inma de Blas, Cristina Teva, Laia Portaceli y Santiago Isla | 1 de octubre de 2021          |
| Desde el plató habitual, Pepa y María charlan con Vicky Luengo y sus últimos trabajos. Cristina Teva, nos lleva a la premiere de La fortuna, la nueva serie de Amenábar y con Laia Portaceli comentan las nominaciones de series de la última edición de Iberoseries. |              |               |                                 |                                                                                          |                               |
| 21 | 4            | «Episodio 4»  | María Guerra e Isabel Izquierdo | Raquel Santos, Miguel Parra, Inma de Blas, Cristina Teva, Laia Portaceli y Santiago Isla | 8 de octubre de 2021          |
| Pepa y María entrevistan a Penélope Cruz y a Milena Smit sobre el estreno de la semana Madres Paralelas. Cristina Teva acude a un día de grabación de La resistencia y entrevista al equipo. Gui de Mulder, desde Hollywood nos trae un reportaje acerca del estreno de Sin tiempo para morir y Laia Portaceli nos trae las novedades en series.                            |              |               |                                 |                                                                                          |                               |
| 22 | 5            | «Episodio 5»  | María Guerra e Isabel Izquierdo | Raquel Santos, Miguel Parra, Inma de Blas, Cristina Teva, Laia Portaceli y Santiago Isla | 15 de octubre de 2021         |
| María y Pepa entrevistan en el plato a Almudena Amor y Fernando León de Aranoa y su última película: El buen patrón. Gui de Mulder nos habla del festival internacional de Nueva York de 2021. Cristina y Susi Caramelo se reúnen para hacer un showroom y Laia Portaceli nos habla de las nuevas ficciones en series de la semana.                                         |              |               |                                 |                                                                                          |                               |
| 23 | 6            | «Episodio 6»  | María Guerra e Isabel Izquierdo | Raquel Santos, Miguel Parra, Inma de Blas, Cristina Teva, Laia Portaceli y Santiago Isla | 22 de octubre de 2021         |
| Como cada semana Laia Portaceli nos trae la actualidad en series, además entrevistará a uno de los protagonistas de la serie Evil, Aasif Mandvi. Cristina Teva hace un reportaje junto con Carlos Martínez y otros comentaristas sobre la retransmisión en Movistar del Clásico en fútbol. Gui de Mulder, desde Los Ángeles, nos cuenta la actualidad de los Globos de Oro. |              |               |                                 |                                                                                          |                               |
| 24 | 7            | «Episodio 7»  | María Guerra e Isabel Izquierdo | Raquel Santos, Miguel Parra, Inma de Blas, Cristina Teva, Laia Portaceli y Santiago Isla | 29 de octubre de 2021         |
| 25 | 8            | «Episodio 8»  | María Guerra e Isabel Izquierdo | Raquel Santos, Miguel Parra, Inma de Blas, Cristina Teva, Laia Portaceli y Santiago Isla | 5 de noviembre de 2021        |
| 26 | 9            | «Episodio 9»  | María Guerra e Isabel Izquierdo | Raquel Santos, Miguel Parra, Inma de Blas, Cristina Teva, Laia Portaceli y Santiago Isla | 12 de noviembre de 2021       |
| 27 | 10           | «Episodio 10» | María Guerra e Isabel Izquierdo | Raquel Santos, Miguel Parra, Inma de Blas, Cristina Teva, Laia Portaceli y Santiago Isla | 19 de noviembre de 2021       |
| 28 | 11           | «Episodio 11» | María Guerra e Isabel Izquierdo | Raquel Santos, Miguel Parra, Inma de Blas, Cristina Teva, Laia Portaceli y Santiago Isla | 26 de noviembre de 2021       |
| 29 | 12           | «Episodio 12» | María Guerra e Isabel Izquierdo | Raquel Santos, Miguel Parra, Inma de Blas, Cristina Teva, Laia Portaceli y Santiago Isla | 3 de diciembre de 2021        |
| 30 | 13           | «Episodio 13» | María Guerra e Isabel Izquierdo | Raquel Santos, Miguel Parra, Inma de Blas, Cristina Teva, Laia Portaceli y Santiago Isla | 10 de diciembre de 2021       |
| 31 | 14           | «Episodio 14» | María Guerra e Isabel Izquierdo | Raquel Santos, Miguel Parra, Inma de Blas, Cristina Teva, Laia Portaceli y Santiago Isla | 17 de diciembre de 2021       |

## Invitados

### Primera temporada
| #Total | #Temp. | Invitados                           | Fecha de emisión    |
| ------ | ------ | ----------------------------------- | ------------------- |
| 1      | 1      | Candela Peña                        | 18 de marzo de 2021 |
| 2      | 2      | Enrique Urbizu, Bebe y Juana Acosta | 25 de marzo de 2021 |
| 3      | 3      | Carlos Cuevas y María Pujalte       | 8 de abril de 2021  |
| 4      | 4      | Elena Rivera                        | 15 de abril de 2021 |
| 5      | 5      | Elena Neira                         | 22 de abril de 2021 |
| 6      | 6      | Mario Casas y Paco Cabezas          | 29 de abril de 2021 |
| 7      | 7      | Javier Cámara                       | 6 de mayo de 2021   |
| 8      | 8      | Javier Gutiérrez                    | 13 de mayo de 2021  |
| 9      | 9      | Ricardo Gómez                       | 20 de mayo de 2021  |
| 10     | 10     | Quim Gutiérrez                      | 27 de mayo de 2021  |
| 11     | 11     | Macarena García                     | 3 de junio de 2021  |
| 12     | 12     | Alejandro Amenábar                  | 10 de junio de 2021 |
| 13     | 13     | Carolina Yuste                      | 17 de junio de 2021 |
| 14     | 14     | Bob Pop                             | 24 de junio de 2021 |
| 15     | 15     | Natalia de Molina                   | 1 de julio de 2021  |
| 16     | 16     | Miren Ibarguren                     | 8 de julio de 2021  |
| 17     | 17     | Clara Roquet                        | 15 de julio de 2021 |

### Segunda temporada
| #Total | #Temp. | Invitados                               | Fecha de emisión         |
| ------ | ------ | --------------------------------------- | ------------------------ |
| 18     | 1      | Blanca Portillo y Iciar Bollaín         | 17 de septiembre de 2021 |
| 19     | 2      | Alejandro Amenábar y Álvaro Mel         | 24 de septiembre de 2021 |
| 20     | 3      | Vicky Luengo                            | 1 de octubre de 2021     |
| 21     | 4      | Penélope Cruz y Milena Smit             | 8 de octubre de 2021     |
| 22     | 5      | Almudena Amor y Fernando León de Aranoa | 15 de octubre de 2021    |
| 23     | 6      | Álex Pareja                             | 22 de octubre de 2021    |
| 24     | 7      | Israel del Santo                        | 29 de octubre de 2021    |
| 25     | 8      | Roberto Álamo                           | 5 de noviembre de 2021   |
| 26     | 9      | Marta Nieto                             | 12 de noviembre de 2021  |
| 27     | 10     | Vicky Peña y Clara Roquet               | 19 de noviembre de 2021  |
| 28     | 11     | Sandra Escacena y Alba Luna             | 26 de noviembre de 2021  |
| 29     | 12     | Belén Rueda                             | 3 de diciembre de 2021   |
| 30     | 13     | Petra Martínez                          | 10 de diciembre de 2021  |
| 31     | 14     | Miren Ibarguren                         | 17 de diciembre de 2021  |